# Idioma muniche
El idioma muchiche (u otonabe) es una lengua indígena, en el norte del Perú, desde el punto de vista filogenético es una lengua aislada. Si bien se consideró que la lengua estaba extinta en la década de 1990, en 2009 todavía se localizaron diez hablantes.

## Distribución
El muniche se hablaba básicamente en la localidad de Muniches (o Munichis) sobre el río Paranapura, situada a unos 16 km al oeste de Yurimaguas, en el departamento de Loreto.
Los misioneros jesuitas entraron en contacto con los muniches en el siglo XVI, cuando llegaron existían tres comunidades cerca de la actual localidad de Muniches, en 1661 había 320 personas en la comunidad más grande, y en 1737 sólo 151 en total. H. Goodall y R. Sanders, del SIL encontraron una treintena de hablantes en 1948, la mayoría hablantes de edad, dentro de la comunidad también se hablaba quechua y algo de español. Hacia 1976 Dagett reporta la existencia de unos diez hablantes.
En 1988 quedaban todavía dos hablantes de muniche como lengua materna, pero se habían visto desde la década de 1970. La última hablante de muniche como lengua materna, Victoria Huancho Icahuate, murió a finales de la década de 1990, aunque en Muniches queda alguna gente que conoce unas pocas frases en Muniche.
Actualmente cerca de la mitad de la población de Muniches se apellida, Icahuate, un nombre que aparece en varias fuentes jesuitas como el nombre de una comunidad indígena hoy extinta que vivía sobre el río Napo (unos 230 km al norte). Esto hace presuponer que los icahuates migraron al sur y se integraron en la comunidad de los munichis siendo absorbidos por ésta.

## Clasificación
La mayoría de los especialistas consideran el muniche una lengua aislada sin parentesco reconocible con las lenguas vecinas de la región. Sin embargo, algunos autores han propuesto tentativamente que formaría parte del macro-tucano. Cabe resaltar que la mayoría de especialistas considera que dicha clasificación es altamente especulativa, dada la poca evidencia disponible.
También se ha señalado que los sufijos pronominales del muniche guardan cierta similitud con los reconstruidos para el proto-arawak (Gibson 1996:18-19), y se han recopilado otros posibles cognados (Jolkesky 2016:310-317). En los últimos estadios de la lengua se aprecia una cantidad substancial de préstamos léxicos procedentes del quechua, y en menor grado del español, aunque la mayor parte del léxico es de origen nativo.

## Descripción lingüística

### Fonología
La fonología del muniche es poco conocida, sus últimos hablantes son trilingües (hablando también quechua y español) y existen muchas incertidumbres sobre el estatus fonémico de algunos sonidos. Admite grupos consonánticos a principio de palabra /pʧ, tp, çp/. Existen descripciones de la lengua que difieren en detalles, M. L. Gibson trabajó en la década de 1980 sobre la lengua, mientras que D. Lev Michael publicó otras descripción sobre datos de hablants más diferentes. Ambas descripciones difieren en algunos de sus detalles, como se alcarará posteriormente. El inventario consonántico está formado por:
|                 | Labial | Dental | Post- alveolar | Retrofleja | Palatal | Velar | Glotal |
| --------------- | ------ | ------ | -------------- | ---------- | ------- | ----- | ------ |
| Oclusiva sorda  | p      | t      |                |            | c       | k     | ʔ      |
| Oclusiva sonora | b      | d      |                |            |         | g     |        |
| Africada simple |        | (ʦ)    | ʧ              | (ʨ)        |         |       |        |
| Fricativa       |        | s      | (ʃ)            | ʂ          | ç       | (x)   | (h)    |
| Aproximante     | w      | r, (l) |                |            | j       |       |        |
| Nasal           | m      | n      |                |            | ɲ       |       |        |
Los sonidos entre paréntesis aparecen en otra descripción del muniche. En lo que sigue se empleará la siguiente ortografía:
č = /ʧ/, ŝ = /ʂ/, y = /j/, ñ = /ɲ/.
El munichi es peculiar al tener una diferencia /č/-/c/ como en:
cape 'garrote' / čapü 'árbol'
cuwa 'asustar' / čura 'bien'
En cuanto a las vocales el muniche posee cinco unidades distintivas /i, e, a, u, ɯ/ (escritas usulamente i, e, a, u, ü),

### Gramática
En el verbo el munichi muestra el comportamiento típico de una lengua aglutinante. Casi toda la información sobre relaciones gramaticales está en el verbo, siendo la morfología nominal relativamente simple. El verbo admite sufijos causativos:
stü 'domir' / stüsta 'hacer dormir' / stünü 'dormirse'
püçena 'saber' / püçenasta 'enseñar' (="hacer saber")
Las marcas de persona gramatical son clíticos que se colocan tras el primer elemento léxico que no es un sustantivo referencial. El orden de las palabras es bastante libre aunque parece que el orden básico es SVO en frases transitivas y también es muy común VS en las intransitivas.
El plural en los nombres se marca con el sufijo -tma:
káka 'gallina' - kakátma 'gallinas'
iwü’ü 'persona' - iwü’ǘtma 'personas'
ça'myíntzü 'niño' - ça'myintzǘtma 'niños'